# Choroszewszczyce (przystanek kolejowy)
Choroszewszczyce (biał. Харашкі; ros. Хорошки) – przystanek kolejowy w pobliżu miejscowości Choroszewszczyce, w rejonie zdzięcielskim, w obwodzie grodzieńskim, na Białorusi. Leży na linii Równe – Baranowicze – Wilno.